# Lesnaja byl'
Lesnaja byl' (Лесная быль) è un film del 1926 diretto da Jurij Viktorovič Tarič.